# Abri sous roche du Mollendruz
Pour les articles homonymes, voir Freymond.
L'abri sous roche du Mollendruz, également appelé abri Freymond, est un site archéologique situé dans la commune vaudoise de Mont-la-Ville, en suisse.

## Histoire
L'abri du Mollendruz a été mis au jour à la suite d'une tempête le 16 août 1971. Celle-ci permit à l'instituteur Michel Freymond, lors d'une promenade dans la région, de découvrir plusieurs objets préhistoriques sur le sol d'une barre rocheuse jusqu'alors cachée par la forêt. L'instituteur avertit alors les services cantonaux qui, après avoir donné son nom à l'abri, organisent des fouilles régulières du site entre 1982 et 1989.

## Description
L'abri mesure environ 20 mètres de longueur et se situe à environ 1 kilomètre du col du Mollendruz. Il a connu plusieurs occupations successives, allant de la fin du Paléolithique, jusqu'à la Seconde Guerre mondiale. Si cet abri offre les plus anciennes traces de présence humaine dans le canton de Vaud au Xe millénaire av. J.-C., c'est cependant la période du Mésolithique qui offre le plus de traces laissées par plusieurs groupes de chasseurs-cueilleurs qui utilisaient régulièrement cet abri. Les fouilles ont en particulier permis de mettre en évidence plusieurs foyers datant de cette époque et utilisés soit pour la cuisine, soit pour différentes activités parmi lesquelles la fabrication de microlithes, ou le travail du silex et de l'os.
Le site est classé comme bien culturel d'importance nationale. Une reconstitution de l'abri sous forme de maquette est visible au musée cantonal d'archéologie à Lausanne.